# Republikanische Partei Deutschlands (1924)
Die Republikanische Partei Deutschlands (RPD) war eine deutsche Kleinpartei, die nur 1924 öffentlich in Erscheinung trat.
Ihrer Gründung gingen 1923 die bislang schwersten Krisen der Weimarer Republik voran. Dazu zählten die Besetzung des Ruhrgebiets durch Frankreich, separatistische Bewegungen im Rheinland mit der zeitweiligen Proklamation einer Rheinischen Republik, der Höhepunkt der Inflation und der Hitler-Ludendorff-Putsch in München.
Die Parteigründer verfolgten in erster Linie das Ziel, die junge Republik zu stärken und neue Kreise der Bevölkerung für sie zu gewinnen. Zugleich waren sie der Ansicht, dass die Parteien der Weimarer Koalition bei dieser Aufgabe versagt hätten.
Die Initiative zur Parteigründung ging aus von einer kleinen Gruppe Berliner Intellektueller, die teilweise bei der Berliner Volks-Zeitung beschäftigt waren, sich aber bereits in verschiedenen Kontexten politisch engagiert hatten. Zu ihnen zählten Berthold Jacob, Carl von Ossietzky und Karl Vetter.
Am 6. Februar 1924 trat der Gründerkreis mit einem Aufruf für Politische Erneuerung an die Öffentlichkeit. Der Versuch, Teile der bürgerlichen Friedensbewegung und der in der DDP organisierten Linksliberalen zu einer Beteiligung an der RPD zu gewinnen, blieb jedoch bis auf wenige Einzelfälle erfolglos. Das Programm der Partei war zudem zu ambivalent, um sich als pazifistisch oder liberal einordnen zu lassen. Zu den Schriftstellern und Publizisten, die die neue Partei zeitweise unterstützten, gehörten Fritz von Unruh, Stefan Großmann, Walter Hammer bzw. Hösterey, Walter Mehring und Erich Weinert. Im Vorstand der Partei waren neben Vetter und von Unruh mit dem Juristen Hans Simons ein ehemaliges Mitglied der SPD und  Wilhelm Westphal ein früheres DDP-Mitglied vertreten.
Bei der Reichstagswahl am 4. Mai 1924 trat die RPD in 24 der 35 Wahlkreise mit eigenen Kandidatenlisten an. Sie erreichte mit 45.722 Stimmen einen Anteil von etwa 0,2 Prozent. In ihrer Hochburg Groß-Berlin erzielte sie 0,6 Prozent, blieb damit aber vom Gewinn eines Mandates weit entfernt. Von diesem Ergebnis enttäuscht, kehrten die meisten ihrer Gründer der RPD den Rücken. Unter dem Vorsitz von Manfred George führte die Partei nur noch ein Schattendasein und soll sich bereits im selben Jahr wieder aufgelöst haben.